# 1330 en santé et médecine
| Années de la santé et de la médecine : 1327 - 1328 - 1329 - 1330 - 1331 - 1332 - 1333    |
| Décennies de la santé et de la médecine : 1300 - 1310 - 1320 - 1330 - 1340 - 1350 - 1360 |

Cet article présente les faits marquants de l'année 1330 en santé et médecine.

## Événement
- 1330-1335 : fondation de l'hôpital Saint-Julien-des-Ménestriers à Paris, rue Saint-Martin, destiné par la corporation des danseurs, jongleurs et musiciens aux confrères de passage auxquels ils ont fait interdire d'exercer leur métier dans l'enceinte de la ville[1],[2].

## Publication
- 1330-1331 : Hu Sihui (en), médecin d'origine mongole, achève et présente à la cour impériale ses « Principes d'alimentation saine[3] » (Yinshan Zhengyao), traité de diététique qui « contient plusieurs centaines de recettes […] principalement thérapeutiques[4] ».

## Naissances

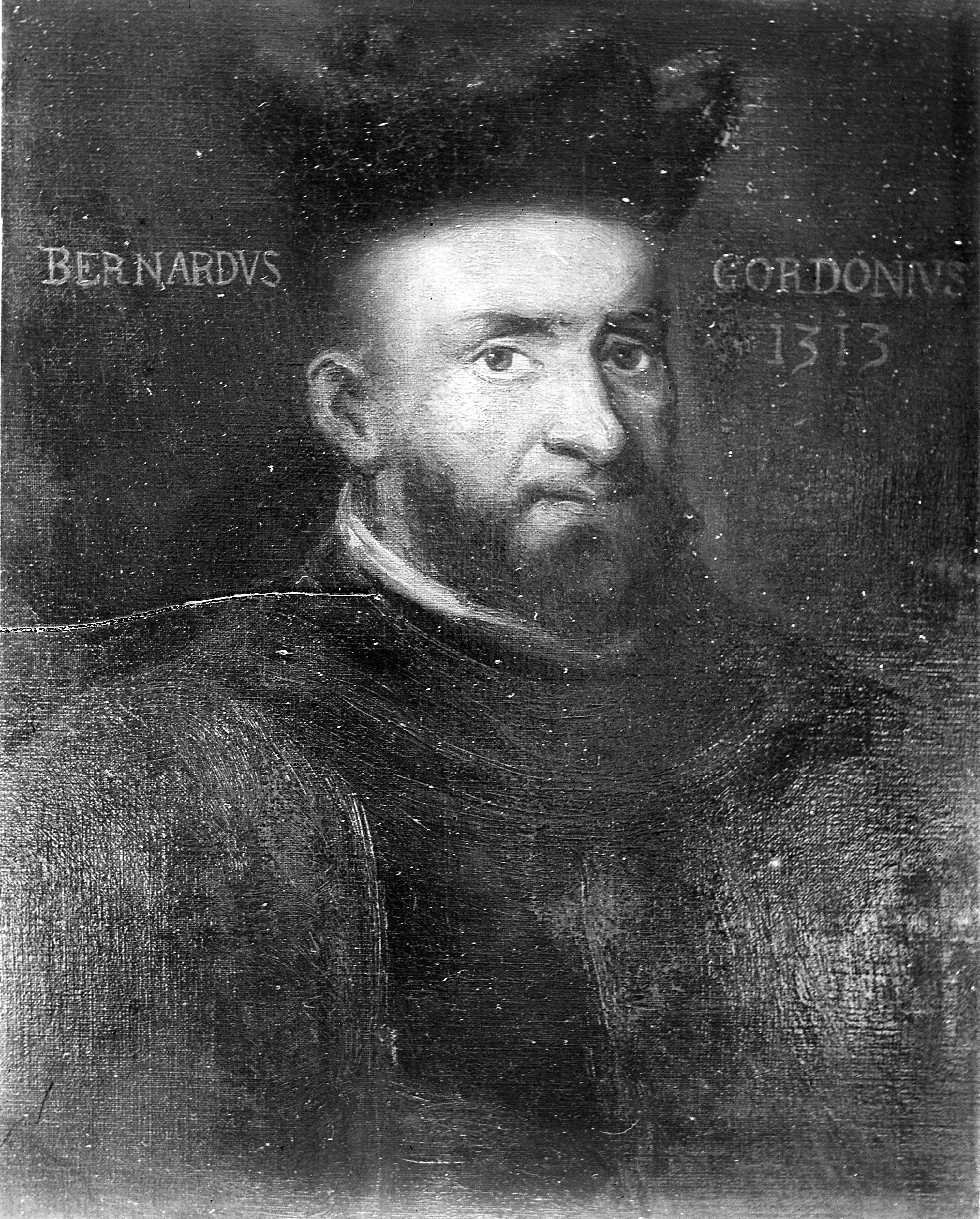
Bernard de Gordon
1313

- Vers 1330 : Giovanni Dondi (mort en 1388), médecin, astronome et ingénieur italien, fils de Jacopo Dondi[5].
- Jean de Tournemire (mort après 1390), maître régent, chancelier de la faculté de médecine de Montpellier, médecin du pape Grégoire VII à Avignon, appelé à Paris par le roi Charles VI, auteur d'un Tractatus de febribus, d'un Introductorium ad practicam, d'un Tractatus de ingenio sanitatis et d'un Classificatorium, commentaire du neuvième livre du Traité de Rhazès[6].

## Décès
- Mahmoud al-Shirazi (en)[7] (né à une date inconnue), médecin persan, surtout connu pour être l'auteur du « Livre de l'art du traitement » (Kitab al-Hawi fi ‘ilm al-tadawi), pharmacopée qui renvoie nommément à de nombreux prédécesseurs, et tout autant à Hippocrate ou Galien qu'aux auteurs arabes[8].
- Avant 1330 : Bernard de Gordon (né vers 1258), médecin français, surtout connu comme auteur du Lilium medicine, achevé en 1305, traité de médecine pratique qui sera abondamment consulté jusque dans les premières décennies du XVIIe siècle[9].